# Azərbaycan Kuboku 1994-1995
La Azərbaycan Kuboku 1994-1995 è stata la 4ª edizione della coppa nazionale azera, disputata tra il settembre 1994 (con gli incontri del primo turno) e il 28 maggio 1995 e conclusa con la vittoria del PFC Neftchi Baku, al suo primo titolo.

## Formula
La competizione si svolse ad eliminazione diretta e parteciparono le squadre delle due divisioni.
Tutti i turni si giocarono con andata e ritorno ad eccezione della finale.

## Ottavi di finale
| Squadra 1              | Totale | Squadra 2                   | Andata | Ritorno |
| ---------------------- | ------ | --------------------------- | ------ | ------- |
| Energetik Ali-Bairamly | 3 - 4  | Inshaatchi Baku             | 1 - 2  | 2 - 2   |
| PFC Neftchi Baku       | 6 - 1  | Baki Fekhlesi Mashtagi Baku | 2 - 0  | 4 - 1   |
| Pambygchi Neftechala   | 2 - 5  | Vilash Masalli              | 1 - 2  | 1 - 3   |
| Garabag Agdam          | ?      | Khazri Buzovna-Baku         | 0 - 3  | ?       |
| Sabail Baku            | 2 - 1  | Pambygchi Barda             | 2 - 0  | 0 - 1   |
| Kyur Mingechaur        | 3 - 2  | Turan Tauz                  | 1 - 0  | 2 - 2   |
| Dashgyn Zagatala       | 2 - 11 | Kyapaz Gyandzha             | 2 - 3  | 0 - 8   |
| FK Khazar Lenkoran     | 1 - 11 | Khazar Sumgait              | 1 - 8  | 0 - 3   |

## Quarti di finale
| Squadra 1       | Totale | Squadra 2           | Andata | Ritorno |
| --------------- | ------ | ------------------- | ------ | ------- |
| Inshaatchi Baku | 1 - 8  | PFC Neftchi Baku    | 1 - 5  | 0 - 3   |
| Vilash Masalli  | 0 - 3  | Khazri Buzovna-Baku | 0 - 2  | 0 - 1   |
| Sabail Baku     | 0 - 3  | Kyur Mingechaur     | 0 - 2  | 0 - 1   |
| Kyapaz Gyandzha | 9 - 5  | Khazar Sumgait      | 3 - 1  | 6 - 4   |

## Semifinali
| Squadra 1        | Totale | Squadra 2           | Andata | Ritorno |
| ---------------- | ------ | ------------------- | ------ | ------- |
| PFC Neftchi Baku | 4 - 1  | Khazri Buzovna-Baku | 2 - 1  | 2 - 0   |
| Kyur Mingechaur  | 4 - 4  | Kyapaz Gyandzha     | 1 - 1  | 3 - 3   |

## Finale
La finale venne disputata il 28 maggio 1995 a Baku.
| Baku maggio 1995                                     | PFC Neftchi Baku | 1 – 0 | Kyur Mingechaur | Tofiq Bəhramov adına Respublika Stadionu (5.000 spett.) |
| \| \| \| \| \| Yunis Hüseynov 78’ \| Marcatori \| \| |                  |       |                 |                                                         |
|                                                      |                  |       |                 |                                                         |
| Yunis Hüseynov 78’                                   | Marcatori        |       |                 |                                                         |